# PGNiG Termika Energetyka Przemysłowa
PGNiG Termika Energetyka Przemysłowa S.A. – producent energii elektrycznej i cieplnej dla potrzeb przemysłowych Jastrzębskiej Spółki Węgowej SA oraz mieszkańców miasta Jastrzębia-Zdroju i okolic (m.in.: Rybnika, Wodzisławia Śląskiego, Raciborza, Knurowa, Żor, Pawłowic Śląskie Kuźni Raciborskiej i Suszca). Spółka produkuje również sprężone powietrze i chłód dla kopalń JSW oraz świadczy usługi produkcyjne, handlowe, remontowe i inwestycyjne związane z energetyką. PGNiG Termika Energetyka Przemysłowa wchodzi w skład Grupy Kapitałowej PGNiG Termika, która posiada 100% akcji w kapitale zakładowym spółki. W dniu 1 września 2017 r. Sąd Rejonowy w Gliwicach zarejestrował połączenie spółek: PGNiG Termika Energetyka Przemysłowa SA i Przedsiębiorstwa Energetyki Cieplnej w Jastrzębiu-Zdroju S.A. Prezesem Zarządu jest Krzysztof Zalewski. Zatrudnienie w spółce na koniec 2017 r. wynosiło 722 osób.

## Historia
SEJ powstała na bazie Elektrociepłowni KWK „Moszczenica”, Elektrociepłowni KWK „Zofiówka”, oraz Ciepłowni KWK „Pniówek” działających przy poszczególnych kopalniach Grupy JSW. Od kwietnia 1993 r., gdy swoją działalność rozpoczęła JSW S.A., nastąpił okres zmian restrukturyzacyjnych, w tym restrukturyzacja energetyki wewnątrz JSW S.A. Od 1 stycznia 1994 r. elektrociepłownie zostały wydzielone ze struktur macierzystych kopalń i rozpoczęły działalność jako samodzielne zakłady JSW S.A., tj. EC „Moszczenica” i EC „Zofiówka”, analogicznie jak poszczególne kopalnie. 1 września 1995 r. wydzielono z KWK „Pniówek” ciepłownię i włączono ją w struktury EC „Zofiówka”.
Z dniem 1 listopada 1995 r. została utworzona Spółka Energetyczna „Jastrzębie” SA, w skład której weszły EC „Moszczenica” i EC „Zofiówka” z wcześniej przyłączoną ciepłownią KWK „Pniówek”, a JSW objęła 100% akcji w nowej spółce. W sierpniu 1998 r. SEJ S.A. przyjęła ostatecznie strukturę dwuzakładową: EC „Moszczenica” i EC „Zofiówka” wraz z Biurem Zarządu.
Po utworzeniu SEJ S.A. w JSW S.A. rozpoczęły się prace nad wydzieleniem działalności energetycznej z innych kopalń – ciepłowni KWK „Krupiński” w Suszcu i KWK „Morcinek” w Kaczycach – i utworzenia na tej bazie nowego podmiotu gospodarczego. W tym celu na bazie ciepłowni KWK „Krupiński” powołano 1 września 1996 r. Elektro-Energo-Gaz Suszec sp. z o.o., w którego struktury 1 stycznia 1997 r. włączono ciepłownię KWK „Morcinek”.
Restrukturyzacja górnictwa w Polsce wymusiła zamknięcie KWK „Morcinek” w Kaczycach, co wiązało się z utratą przez EEG sp. z o.o. znaczącego odbiorcy ciepła, stawiając pod znakiem zapytania zasadność istnienia Ciepłowni „Kaczyce”. Podjęto więc działania zmierzające w kierunku przyłączenia EEG sp. z o.o. do SEJ S.A co nastąpiło 31 stycznia 2001 r. Tym samym zakończyła działalność Elektro-Energo-Gaz Suszec S.A., a jej sukcesorem została SEJ S.A. Z dniem 1 listopada 2003 r. Spółka została przekształcona w przedsiębiorstwo jednozakładowe. Z nazw elektrociepłowni zniknęły przydomki „zakład”, a nazwa EEG zmieniła się na EEG „Pniówek” (dziś ZEK).

## Produkcja
Głównym celem działalności SEJ jest produkcja energii elektrycznej i energii cieplnej, w tym w skojarzeniu. SEJ jako pierwsza w Polsce zbudowała i uruchomiła Skojarzony Układ Energetyczno–Chłodniczy połączony z centralną klimatyzacją KWK „Pniówek”, oraz rozpoczęła 15 czerwca 2000 r. produkcję energii w skojarzeniu. Obecnie firma produkuje w skojarzeniu około 30% energii elektrycznej w skali roku przy jednoczesnej produkcji w skojarzeniu około 75% energii cieplnej dla celów grzewczych. Największa w Polsce instalacja trójgeneracji wytworzyła w 2011 r. netto: 34 441 MWh chłodu, 55 253 MWh energii elektrycznej i 82 298 GJ ciepła.
29 września 2011 r. SEJ podpisała w Ministerstwie Skarbu Państwa umowę kupna 85% akcji Przedsiębiorstwa Energetyki Cieplnej w Jastrzębiu-Zdroju, zapoczątkowując tym samym powstanie przedsiębiorstwa o zasięgu regionalnym (przejęto m.in. ciepłownie w Wodzisławiu Śląskim i Żorach) 6 października 2011 r. SEJ podpisała 10-letnią umowę z Koksownią Częstochowa Nowa, w ramach której wybuduje elektrociepłownię o mocy 3 MW. Będzie to pierwszy w kraju i trzeci w Europie projekt wykorzystujący silnik tłokowy opalany gazem koksowniczym. Obecnie planowana jest budowa bloku fluidalnego CFB 70 w EC „Zofiówka”.
Moce produkcyjne zainstalowane w energii elektrycznej, energii cieplnej, energii chłodniczej oraz w sprężonym powietrzu:
| Wyszczególnienie                        | Jednostka mocy | EC Moszczenica | EC Zofiówka | EC Pniówek | EC Suszec | Razem SEJ S.A. |
| --------------------------------------- | -------------- | -------------- | ----------- | ---------- | --------- | -------------- |
| Moc zainstalowana energii elektrycznej  | MWe            | 40,600         | 64,000      | 14,304     | 6,640     | 125,544        |
| Moc zainstalowana energii cieplnej      | MWt            | 143,5          | 280,9       | 107,2      | 66,7      | 598,3          |
| Moc zainstalowana energii chłodniczej   | MWch           | -              | -           | 14,5       | -         | 14,5           |
| Moc zainstalowana w sprężonym powietrzu | tys. m³/h      | -              | 135         | 155,000    | -         | 290,000        |

## Działalność środowiskowa
W 2011 r. Spółka Energetyczna „Jastrzębie” S.A. zagospodarowała 80 mln m³ metanu, dzięki czemu ograniczyła emisje dwutlenku węgla o 1,05 mln ton. W SEJ funkcjonuje także przyzakładowa oczyszczalnia ścieków, nowoczesna instalacja odpylania spalin oraz system spalania niskoemisyjnego do redukcji emisji tlenków azotu.